# Le calvaire
Le calvaire (en català, literalment, El calvari) és la primera novel·la de l'escriptor francès Octave Mirbeau, publicada al novembre de 1886.

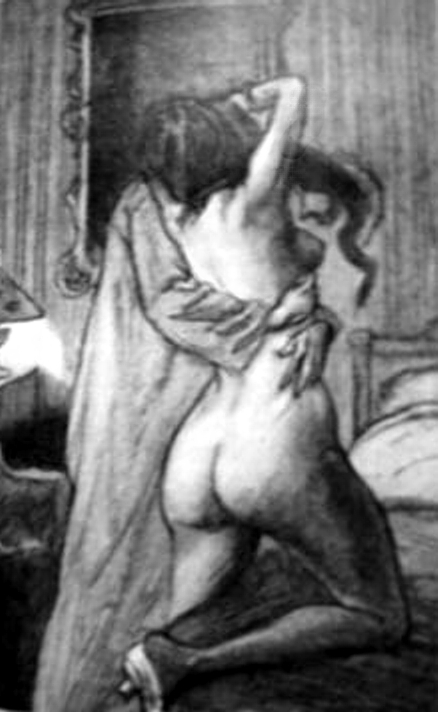
Le calvaire, il·lustració de Georges Jeanniot, 1901

## Argument
En aquest relat, Mirbeau novel·la la seva relació amorosa i destructora amb una dona venal, Judith Vimmer, anomenada Juliette Roux a la novel·la. És la història d'un home honrat i ric, però que s'ha tornat feble després del trauma de la guerra de 1870.
Jean Mintié, l'antiheroi, és un escriptor que ja no és capaç d'escriure i descendeix pas a pas fins a la condició més baixa pel seu amor degradant, sobreposant-se a tot, a la dignitat i a la raó. Quan pren consciència del resultat negatiu del balanç de la seva vida de "fracassat", intenta recuperar les forces a l'interior de la Bretanya. Però Juliette, la seva amant, el ve a buscar... i segueix el calvari de Mintié. Al final, fuig lluny de París, vestit d'obrer.

## Comentaris
Les influències literàries més importants són les de Tolstoi, Poe i Dostoievski.
El capítol II, sobre la guerra, va provocar un gran escàndol, a causa de la desmitificació del conflicte bèl·lic, de l'exèrcit francès i de la pàtria.